# La Vie antérieure (Duparc)
Pour les articles homonymes, voir La Vie antérieure.
Pour le poème de Baudelaire, voir La Vie antérieure (Baudelaire).
La Vie antérieure est une mélodie d'Henri Duparc pour chant et piano, composé en 1884 sur le poème éponyme extraits des Fleurs du mal de Charles Baudelaire.

## Présentation
Henri Duparc compose La Vie antérieure pour chant et piano en 1884, sur le poème éponyme extraits des Fleurs du mal de Charles Baudelaire.
La première audition a lieu le 5 mars 1903, à Bruxelles, et le 18 avril à la Société nationale de musique. La partition est éditée par Rouart et Lerolle en 1909.
La version orchestrée est créée le 17 octobre 1912.

## Postérité
La critique musicale est unanimement élogieuse : « Cette partition, la dernière de Henri Duparc, suit de près la pensée du poète. C'est un des plus beaux commentaires d'une pièce poétique qu'ait jamais écrits un musicien ».
Antoine Goléa fait l'éloge du traitement du piano, qui a « toute la majesté des stèles antiques dans La Vie antérieure. Ici, les horizons ne connaissent pas de limites, c'est le chant du monde entier et des mondes lointains qui s'élève, clame ses visions et s'éteint ».

## Discographie

### Version avec piano
- Morgen : Strauss, Rachmaninov, Duparc, Elsa Dreisig (soprano), Jonathan Ware (piano), Erato, 2020
- Complete melodies, Henri Duparc, Michèle Losier (mezzo-soprano), Daniel Blumenthal (piano), Outhere, 2019
- Duparc : Lamento, Complete Songs, Andrea Mastroni (basse), Mattia Ometto (piano), Brilliant Classics 95299, 2015
- Recital at la Monnaie de Munt, Henri Duparc, José Van Dam (ténor), Maciej Pikulski (piano), Cypres, 2012
- Duparc : Sonate pour violoncelle, mélodies, Alain Meunier (violoncelle), Didier Henry (baryton), Tomomi Mochizuki (mezzo-soprano), Anne Le Bozec (piano), Maguelone MAG 111.177, 2009
- Duparc : Chansons, Paul Groves (ténor), Roger Vignoles (piano), Naxos 8.557219, 2004
- Henri Duparc : les mélodies, Mireille Delunsch (soprano), François Kerdoncuff (piano), Timpani 1C1053, 2000
- Mélodies, Henri Duparc, Véronique Dietschy (soprano), Emmanuel Strosser (piano), Decca Records, 1998
- Mélodies, Henri Duparc, Sarah Walker (mezzo-soprano), Sir Thomas Allen (baryton), Roger Vignoles (piano), Hyperion (CDA66323), 1989
- Les Chemins de l'amour, Henri Duparc, Maurice Ravel, Francis Poulenc, Erik Satie, Jessye Norman (soprano), Dalton Baldwin (piano), Universal International Music, 1977

### Version avec orchestre
- Duparc : Mélodies, Lénore, Aux étoiles, Danse lente, Françoise Pollet (soprano), l'Orchestre symphonique et lyrique de Nancy, Jérôme Kaltenbach (dir.), Accord 202832, 1996

### Ouvrages généraux
- René Dumesnil, La musique contemporaine en France, t. I, Paris, Armand Colin, 1930, 218 p. (OCLC 463860084).
- Antoine Goléa, La musique, de la nuit des temps aux aurores nouvelles, Paris, Alphonse Leduc, 1977, 954 p. (ISBN 2-8568-9001-6).
- Paul Pittion, La Musique et son histoire : tome II — de Beethoven à nos jours, Paris, Éditions Ouvrières, 1960, 574 p.
- Gustave Samazeuilh, Musiciens de mon temps : Chroniques et souvenirs, Paris, Éditions Marcel Daubin, 1947, 430 p.

### Monographies
- Michel Fabre, Henri Duparc : Musicien de l'émotion, Anglet, Séguier, coll. « Carré Musique », 2001, 152 p. (ISBN 2-84049-267-9).